# Gaspard Bureau
Pour les articles homonymes, voir Bureau.
Gaspard Bureau, seigneur de Montfermeil, de Nogent-sur-Marne, de Villemomble et d'autres lieux, mort en 1469, est un inventeur et balisticien français du XVe siècle.

## Biographie

### Origines
Gaspard Bureau est le troisième fils de Simon Bureau dit Le Jeune, bourgeois parisien et de sa femme Hélène. Il est le frère de Jean Bureau.

### Carrière militaire
Il se rallie à Charles VII en 1436 avec son frère Jean Bureau. Appartenant à l’administration financière, en tant que maître des comptes, il devient commis puis maître de l'artillerie en 1442. Le 27 décembre 1444, il succède à Pierre Bessonneau comme maître de l'artillerie. Il est anobli par lettres patentes du roi, en octobre 1447.
Il participe au siège d'Harfleur (1449), de Bayeux (1450), de Bayonne, à la bataille de Castillon (1453).
Le 21 mars 1445, il achète la seigneurie de Villemomble à Jean de Bretagne[réf. nécessaire] pour 9 000 livres tournois. Après la reconquête de la Normandie, avec son frère, il s'installa à Caen dans la paroisse Saint-Étienne, dont ils furent les bienfaiteurs.
Il est fait marquis de Castillon puis chevalier en 1464 Enfin, il est fait capitaine de Beauté, du Louvre et de Poissy entre 1463 et 1465.

### Balisticien et inventeur de l'artillerie de campagne
Illustre grand capitaine de Charles VII, il développe, avec son frère Jean, l’artillerie de campagne (normalisation des calibres, généralisation de la fabrication des canons en fonte de fer au lieu du fer forgé) qui permet de prendre un avantage décisif sur les Anglais et de mettre fin à la guerre de Cent Ans.

## Famille et descendance
Gaspard Bureau épouse en premières noces Guarix Burelle (v. 1440). En secondes noces, il épouse Richarde de Vérines (v. 1450). De cette seconde union naissent trois filles :
- Jeanne Bureau, elle épouse Jean de Marcirion, seigneur de La Tombe ;
- Marguerite Bureau ;
- Gérarde (alias Gasparde) Bureau, dame de La Ramée. Il semble qu'elle épouse Robert de Châtillon, seigneur de Douy et Bry-sur-Marne (fait prisonnier par les anglais en 1425), puis, en secondes noces, Pierre de Meaux.